# Неродившийся ребёнок
«Неродившийся ребёнок» (англ. The Unborn) — фильм ужасов 1991 года режиссёра Родмена Флендера о паре, которая не могла иметь детей, и поэтому попытавшейся воспользоваться программой искусственного оплодотворения. Однако, когда женщина забеременела, с нею начали происходить странные вещи.
В 1994 году было снято продолжение «Неродившийся ребёнок 2».

## Описание сюжета
История описывает супружескую пару. Бесплодная женщина Вирджиния (актриса Брук Адамс) и её муж Бред Маршалл (актёр Джеф Хаенга) решают воспользоваться экспериментальной методикой искусственного оплодотворения, разработанной доктором Ричардом Мейерлингом (актёр Джеймс Карен). Попытка прошла удачно, но во время беременности Вирджиния чувствует, что с плодом происходит что-то необычное. Дальнейшее расследование показывает, что она явилась частью эксперимента, проведённого безумным врачом.

## Актёрский состав
- Брук Адамс — Вирджиния
- Джеф Хайенга — Бред Маршалл
- Джеймс Карен — доктор Ричард Мейерлинг
- Кей Каллен — Марта Веллингтон
- Кэти Гриффин — Конни
- Анджелина Эстрада — Изабель
- Джонатан Эмерсон — Марк Робинсон
- Джанис Кент — Синди
- Лиза Кудроу — Луиза